# Nikola-Kozlevo
Nikola-Kozlevo (bulgariska: Никола-Козлево) är en ort i Bulgarien.   Den ligger i kommunen Obsjtina Nikola-Kozlevo och regionen Sjumen, i den nordöstra delen av landet, 300 km öster om huvudstaden Sofia. Nikola-Kozlevo ligger 310 meter över havet och antalet invånare är 988.
Terrängen runt Nikola-Kozlevo är platt. Runt Nikola-Kozlevo är det ganska glesbefolkat, med 28 invånare per kvadratkilometer.. Närmaste större samhälle är Kaolinovo, 10,9 km nordväst om Nikola-Kozlevo.
Trakten runt Nikola-Kozlevo består till största delen av jordbruksmark.